# Apogonia siamensis
Apogonia siamensis är en skalbaggsart som beskrevs av Moser 1915. Apogonia siamensis ingår i släktet Apogonia och familjen Melolonthidae. Inga underarter finns listade i Catalogue of Life.